# Friedrich Hendrix
Friedrich Walter „Fritz” Hendrix  (ur. 6 stycznia 1911 w Akwizgranie, zm. 30 sierpnia 1941 w miejscowości Proletarska pod Leningradem) – niemiecki lekkoatleta sprinter,  medalista olimpijski z Los Angeles z 1932.
14 czerwca 1932 w Kassel niemiecka sztafeta 4 × 100 metrów dwukrotnie poprawiła rekord świata, najpierw osiągając czas 40,7 s (w składzie: Hendrix, Ernst Geerling, Erich Borchmeyer i Arthur Jonath), a później 40,6 s (bez Hendriksa, w składzie: Helmut Körnig, Georg Lammers, Borchmeyer i Jonath).
Na igrzyskach olimpijskich w 1932 w Los Angeles Hendrix odpadł w ćwierćfinale biegu na 200 metrów, lecz niemiecka sztafeta 4 × 100 metrów biegnąc w składzie Körnig, Hendrix, Borchmeyer i Jonath wywalczyła srebrny medal.
Hendrix był mistrzem Niemiec w sztafecie 4 × 100 m w 1933 i 1934, wicemistrzem w biegu na 100 metrów w 1931 i 1933 oraz brązowym medalistą w biegu na 200 m w 1932.
Ożenił się z lekkoatletką, trzykrotna olimpijką Marie Dollinger. Ich córka Brunhilde Hendrix również była sprinterką, wicemistrzynią olimpijską w sztafecie 4 × 100 m z igrzysk w 1960 w Rzymie.
Friedrich Hendrix zmarł pod Leningradem krótko po agresji Niemiec na ZSRR.